# Millenniumi kereszt
A Millenniumi kereszt (macedónul: Милениумски крст) 66 méter magas acélkereszt, amely az Észak-Macedónia fővárosa, Szkopje fölé emelkedő Vodnó hegyének tetején áll, és a világ egyik legmagasabb keresztjének számít. Úgy tervezték, hogy a macedóniai kereszténység 2000 évének emlékműveként szolgáljon, és hogy Pál apostol itteni evangelizációs tevékenységének állítson emléket, míg mások szerint csak a jelentős létszámú albán kisebbség feletti uralmat szimbolizálja. Az emlékmű idővel Szkopjéhez kapcsolódó vagy azt reprezentáló szimbólummá vált. Tájékozódási pontként való használata mellett a kereszt turisztikai célponttá vált, a legjobb kilátással a főváros panorámájára.

## Jellemzői
Az emlékmű a francia Eiffel-toronyhoz hasonló rácsszerkezettel készült, és egy hagyományos, kiegészítések és korpusz nélküli keresztény keresztet ábrázol. Talapzataként egy tizenkét oszlopos emelvény szolgál, amely szimbolikusan a tizenkét apostolt jelképezi. A kereszt belsejében egy lift található, amellyel a legfelső szintre följutva csodás kilátás nyílik Szkopjére. A város déli oldalán található 1066 méteres Vodnó hegy tetején magasodó Millenniumi kereszt uralja Szkopje panorámáját. Az emlékmű a főváros szinte minden pontjáról látható, és jelenléte a városi lakosok vagy a városba érkezők figyelmét is felkelti. Éjszaka a kereszt elég jól látható, mivel több ezer fényforrásból álló díszkivilágítást kapott.

## Története
Jugoszlávia felbomlását és Macedónia függetlenné válását követően az ország különböző etnikai-vallási csoportjai versenyezni kezdtek egymással, hogy nyomot hagyjanak Szkopje városának látképében, különösen a 2001-es etnikumok közötti konfliktus után. A választások közeledtével Ljubčo Georgievski miniszterelnök és a VMRO-DPMNE kormánya a többség támogatásának megszerzése érdekében felvetette a Millenniumi kereszt felépítésének gondolatát. A macedón ortodox egyház jóváhagyta a javaslatot és megindította a projektet. A kereszt megépítése 2002-ben az ortodox egyház vállalkozása volt, amelyet Georgievski miniszterelnök támogatott. A Millenniumi kereszt projektet a kormány tisztviselői a kereszténység szimbólumaként emlegették, amellyel az épülő mecseteket kívánják ellensúlyozni. A Vodnó hegy egyik csúcsának felső része állami tulajdonban lévő földterület volt, amelyet az emlékmű helyének választottak ki Szkopjében, főként macedónok által lakott területen, fél mérföldnyire egy katonai támaszponttól. 2002 augusztusában a Jovan Stefanovski-Jean és az Oliver Petrovski által tervezett szobornál felszentelési ünnepséget tartottak, amelyen 70 000 ember vett részt. Az emlékmű építése teljesen csak 2009-ben fejeződött be.
A Millenniumi kereszt megépítését a macedón ortodox egyház, a macedón kormány és a világ minden tájára elszármazott macedónok adományaiból finanszírozták. A keresztet a Vodnó legmagasabb pontjára építették, egy olyan helyen, amelyet az Oszmán Birodalom idejében Krstovar néven ismertek, melynek jelentése a „kereszt helye,” mivel ott egy kisebb kereszt állt egykoron. 2008. szeptember 8-án, a Macedónia Köztársaság függetlenségének napján egy liftet telepítettek a keresztbe, 2009-ben pedig éttermet és ajándékboltot nyitottak a talapzatánál. 2011-ben megnyílt a drótkötélpálya, amely három és fél kilométer hosszan szállítja a turistákat a csúcsra.

## Fordítás
- Ez a szócikk részben vagy egészben  a   Millennium Cross című angol Wikipédia-szócikk ezen változatának fordításán alapul.  Az eredeti cikk szerkesztőit annak laptörténete sorolja fel. Ez a jelzés csupán a megfogalmazás eredetét és a szerzői jogokat jelzi, nem szolgál a cikkben szereplő információk forrásmegjelöléseként.